# 胡家坨镇
胡家坨镇，是中华人民共和国河北省唐山市乐亭县下辖的一个乡镇级行政单位。

## 行政区划
胡家坨镇下辖以下地区：
东走村、西走村、木一村、木二村、木三村、木四村、蛤蜊查村、东黄村、西黄村、大黑坨村、于家寨村、暑里村、黄庄村、李庄村、杜小口村、富各庄村、南寨村、胡家坨村、港东村、北黄村、高家铺村、将军坨村、泗沟港村和孙马庄村。